# كينتا أنراكو
كينتا أنراكو (باليابانية: 安楽 健太) (23 أكتوبر 1992 في آيتشي في اليابان – )؛ هو لاعب كرة قدم ياباني سابق كان يلعب كمدافع.

## وصلات خارجية
- كينتا أنراكو على موقع رابطة كرة القدم اليابانية للمحترفين (اليابانية)
- كينتا أنراكو على موقع قاعدة بيانات كرة القدم.إي يو (الإنجليزية)
- كينتا أنراكو على موقع Soccerway.com (الإنجليزية)